# Good Girls
«Good Girls» es el cuarto sencillo de la banda australiana 5 Seconds of Summer, de su primer álbum 5 Seconds of Summer. La canción fue escrita por Michael Clifford, Ashton Irwin, Roy Stride, Josh Wilkinson, Rick Parkhouse y George Tizzard. El video musical fue lanzado el 10 de octubre de 2014 un día después de haber estado en México para una serie de conciertos.

## Listas semanales
| Lista (2014)                       | Posiciones |
| ---------------------------------- | ---------- |
| Australia (ARIA)                   | 19         |
| Canadá (Canadian Hot 100)          | 27         |
| Bélgica (Flandes) (Ultratop 50)    | 42         |
| Dinamarca (Tracklisten)            | 18         |
| Francia (SNEP)                     | 97         |
| Irlanda (IRMA)                     | 12         |
| Países Bajos (Mega Single Top 100) | 88         |
| Nueva Zelanda (Recorded Music NZ)  | 15         |
| Reino Unido (UK Singles Chart)     | 19         |
| Estados Unidos (Billboard Hot 100) | 34         |